# 5 mm/35 SMc

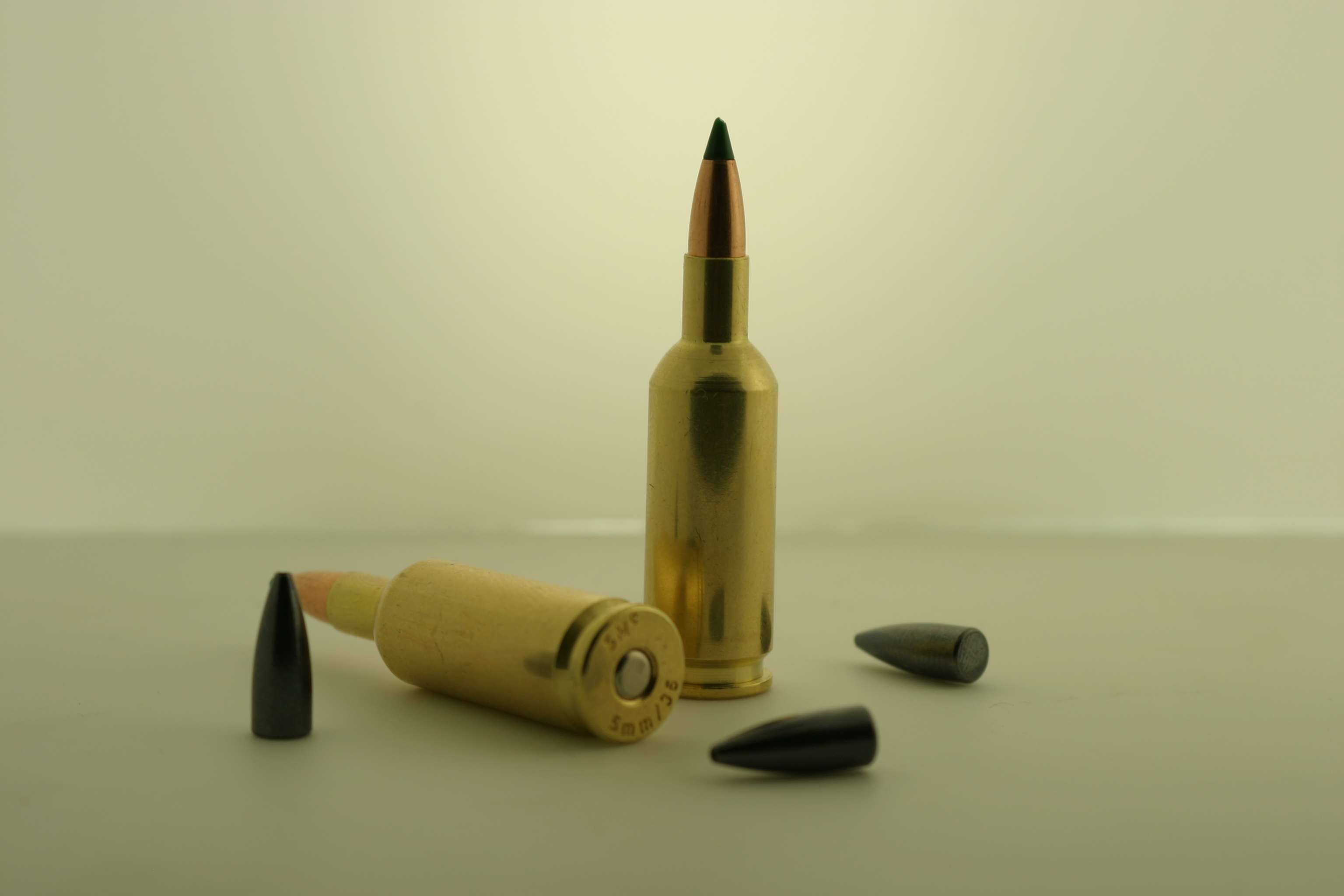
Cartuchos 5mm/35 SMC.

O 5 mm/35 SMc é um cartucho de ,20 polegadas (5,08 milímetros) de alto desempenho. Desenhado por Byrom Smalley e Michael McPherson e, como todos os outros projetos deles, carrega a designação "SMc", além de ser patenteado.